# Global Trance
Albums de Globe
Outernet
(2001) Lights
(2002)
Global Trance (titré en minuscules : global trance) est le troisième album de remix de titres du groupe Globe. Une version EP réduite sort peu après : Global Trance EP.

## Présentation
L'album sort le 12 septembre 2001 au Japon sur le label Avex Globe de la compagnie Avex au format CD, cinq mois après le précédent album original de Globe, Outernet, et un an après son précédent album de remix, Super Eurobeat Presents Euro Global.
Il atteint la 4e place du classement des ventes de l'Oricon, et reste classé pendant six semaines. C'est alors l'album attribué au groupe à s'être le moins bien vendu.
Il contient des versions remixées dans le genre trance par différents DJs de huit anciennes chansons du groupe (dont cinq parues précédemment en single dans leur version d'origine), plus une version alternative d'une nouvelle chanson à paraitre, Genesis of Next, version qui figurera à nouveau en face B du single homonyme qui sortira trois mois après l'album.
Une version vinyle EP de l'album titrée Global Trance EP sort deux mois plus tard le 10 novembre 2001 en édition limitée sur le label affilié Rhythm Republic, contenant seulement quatre des remixes, dont un dans une version dub. Une autre version vinyle de l'album est publiée à titre promotionnel, contenant seulement quatre des remixes dont deux dans des versions instrumentales.
Deux autres albums de remix de titres du groupe sortiront encore durant les années suivantes : Global Trance 2 en 2002, et Global Trance Best en 2003 qui reprend six des remixes de Global Trance enchainés avec d'autres au sein d'un unique megamix.
Ces albums font partie d'une série d'albums de remix trance lancée par Avex en 2001, comprenant entre autres Cyber Trance presents ayu trance et Cyber Trance presents ayu trance 2 (remixes d'Ayumi Hamasaki) qui sortent les mêmes mois que ceux de Globe.

## Liste des titres
Les paroles sont écrites par Tetsuya Komuro et Marc, sauf celles des titres n°4 (par Globe) et 7 (par Keiko). Toute la musique est composée par Tetsuya Komuro. Les titres n°6 et 7 sont remixés par Frederic Holyszewski, Serge Souque et Daniel Tody.
| CD    | CD                                                         | CD                                              | CD    | CD | CD | CD | CD | CD | CD |
| No    | Titre                                                      | Description                                     | Durée |    |    |    |    |    |    |
| ----- | ---------------------------------------------------------- | ----------------------------------------------- | ----- | -- | -- | -- | -- | -- | -- |
| 1.    | Face (Tatsumaki Remix) (FACE)                              | Remix du 8e single, par Tatsumaki               | 8:48  |    |    |    |    |    |    |
| 2.    | Love Again (Vincent De Moor Trance Vocal Mix) (Love again) | Remix du 12e single, par Vincent De Moor        | 8:27  |    |    |    |    |    |    |
| 3.    | Freedom (Tatsumaki Remix) (FREEDOM)                        | Remix du 5e single, par Tatsumaki               | 7:24  |    |    |    |    |    |    |
| 4.    | Angel's Song (DJ 19 Remix) (angel's song)                  | Remix d'un titre de l'album Outernet, par DJ 19 | 9:53  |    |    |    |    |    |    |
| 5.    | Can't Stop Fallin' in Love (Max Graham Remix)              | Remix du 7e single, par Max Graham              | 7:38  |    |    |    |    |    |    |
| 6.    | Overdose (DJ Serge, DJ Dado & Dan2 Remix) (overdose)       | Remix d'un titre de l'album Faces Places        | 6:22  |    |    |    |    |    |    |
| 7.    | Outernet (DJ Serge, DJ Dado & Dan2 Remix) (outernet)       | Remix d'un titre de l'album Outernet            | 8:53  |    |    |    |    |    |    |
| 8.    | Departures (Dub's Arrival Remix) (DEPARTURES)              | Remix du 4e single, par Izumi "D.M.X" Miyazaki  | 8:35  |    |    |    |    |    |    |
| 9.    | Genesis of Next (Ver. 0,8) (genesis of next)               | Remix extrait du 25e single, par Tatsumaki      | 9:52  |    |    |    |    |    |    |
| 75:52 |                                                            |                                                 |       |    |    |    |    |    |    |

| A1. | Love Again (Vincent De Moor Trance Vocal Mix) (Love again) | Remix du 12e single par Vincent De Moor         |  |
| A2. | Departures (Dub's Arrival Remix) (DEPARTURES)              | Remix du 4e single, par Izumi "D.M.X" Miyazaki  |  |
| B1. | Face (Tatsumaki Club Mix) (FACE)                           | Version dub du remix du 8e single par Tatsumaki |  |
| B2. | Freedom (Tatsumaki Remix) (FREEDOM)                        | Remix du 5e single, par Tatsumaki               |  |

| A1. | Love Again (Vincent De Moor Trance Mix Inst.) (Love again) | Version instrumentale du remix du 12e single |  |
| A2. | Outernet (DJ Serge, DJ Dado & Dan2 Remix) (outernet)       | Remix d'un titre de l'album Outernet         |  |
| B1. | Can't Stop Fallin' in Love (Max Graham Remix Inst.)        | Version instrumentale du remix du 7e single  |  |
| B2. | Angel's Song (DJ 19 Remix) (angel's song)                  | Remix d'un titre de l'album Outernet         |  |